# Підгорівська сільська громада
Підгорівська сільська об'єднана територіальна громада — об'єднана територіальна громада в Україні, у Старобільському районі Луганської області. Адміністративний центр — село Підгорівка.
Утворена 27 червня 2018 року шляхом об'єднання Верхньопокровської та Підгорівської сільських рад Старобільського району.
29 квітня 2020 року Кабінет Міністрів України затвердив перспективний план формування територій громад Луганської області, в якому Підгорівська ОТГ відсутня, а Верхньопокровська та Підгорівська сільські ради включені до Старобільської ОТГ.

## Населені пункти
До складу громади входять села Верхня Покровка та Підгорівка.